# Celma Freire de Araújo
Celma Freire de Araújo é uma ex-voleibolista brasileira que conquistou pela Seleção Brasileira Feminina de Voleibol a medalha de bronze nos Jogos Pan-Americanos de 1955.

## Carreira
A atleta iniciou sua carreira no voleibol carioca. Em 1960 pediu transferência do Tijuca Tênis Clube para a AABB Tijuca , onde somente poderia jogar em 7 de Julho do ano seguinte, ou seja, 1 ano de estágio para atuar oficialmente. Serviu a Seleção Brasileira que sofreu com a altitude no México, mesmo assim conquistaram a medalha de bronze nos Jogos Pan-Americanos de 1955. 
Em 2007 ao lado de outros medalhistas em Jogos Pan-Americanos foi homenageada pelo ex- Ministro dos Esportes Orlando Silva Junior, no Rio de Janeiro 